# Scatopsciara geophila
Scatopsciara geophila är en tvåvingeart som först beskrevs av Risto Kalevi Tuomikoski 1960.  Scatopsciara geophila ingår i släktet Scatopsciara, och familjen sorgmyggor. Arten är reproducerande i Sverige.